# 1976年インスブルックオリンピックのクロスカントリースキー競技
1976年インスブルックオリンピックのクロスカントリースキー競技（1976ねんインスブルックオリンピックのクロスカントリースキーきょうぎ）は、1976年2月14日から2月23日までオーストリア、チロル州のインスブルック郊外のゼーフェルトで行われた。

## 競技結果

### 男子

#### 30km
- 1976年2月5日
- アメリカ合衆国のビル・コーチは北米の男子クロスカントリースキー選手として初めてメダルを獲得した。
- エントリー69人：完走67人
- Sports-Reference.com (Olympics) のアーカイブ (英語)
- 1976年インスブルックオリンピックのクロスカントリースキー競技 - Olympedia（英語）
- インスブルックオリンピック公式記録(PDF):P56-58

| 順位 | 名前                         | 国・地域       | 記録            |
| ---- | ---------------------------- | -------------- | --------------- |
| 1    | セルゲイ・サヴェリャエフ     | ソビエト連邦   | 1時間30分29秒38 |
| 2    | ビル・コーチ                 | アメリカ合衆国 | 1時間30分57秒84 |
| 3    | イワン・ガラーニン           | ソビエト連邦   | 1時間31分09秒29 |
| 4    | ユハ・ミエト                 | フィンランド   | 1時間31分20秒39 |
| 5    | ニコライ・バジューコフ       | ソビエト連邦   | 1時間31分33秒14 |
| 6    | ゲルト＝ディトマー・クラウゼ | 東ドイツ       | 1時間32分00秒91 |
| 7    | アルベルト・ギーガー         | スイス         | 1時間32分17秒71 |
| 8    | アルト・コイヴィスト         | フィンランド   | 1時間32分23秒11 |
| 9    | オッド・マルティンセン       | ノルウェー     | 1時間32分38秒91 |
| 10   | ヴァシーリー・ロチェフ       | ソビエト連邦   | 1時間32分39秒42 |
| 55   | 早坂毅代司                   | 日本           | 1時間41分33秒76 |
| 57   | 藤木良司                     | 日本           | 1時間42分59秒25 |

#### 15km
- 1976年2月8日
- エントリー80人：完走78人
- Sports-Reference.com (Olympics) のアーカイブ (英語)
- 1976年インスブルックオリンピックのクロスカントリースキー競技 - Olympedia（英語）
- インスブルックオリンピック公式記録(PDF):P53-55

| 順位 | 名前                         | 国・地域       | 記録       |
| ---- | ---------------------------- | -------------- | ---------- |
| 1    | ニコライ・バジューコフ       | ソビエト連邦   | 43分58秒47 |
| 2    | エフゲニー・ベルヤエフ       | ソビエト連邦   | 44分01秒10 |
| 3    | アルト・コイヴィスト         | フィンランド   | 44分19秒25 |
| 4    | イワン・ガラーニン           | ソビエト連邦   | 44分41秒98 |
| 5    | イヴァール・フォルモ         | ノルウェー     | 45分29秒11 |
| 6    | ビル・コーチ                 | アメリカ合衆国 | 45分32秒22 |
| 7    | ゲオルク・ツィフェル         | 西ドイツ       | 45分38秒10 |
| 8    | オッド・マルティンセン       | ノルウェー     | 45分41秒33 |
| 9    | ゲルト＝ディトマー・クラウゼ | 東ドイツ       | 45分42秒97 |
| 10   | ユハ・ミエト                 | フィンランド   | 45分46秒27 |
| 50   | 早坂毅代司                   | 日本           | 48分46秒93 |
| 58   | 藤木良司                     | 日本           | 49分40秒48 |

#### 4×10kmリレー
- 1976年2月12日
- エントリー16チーム：完走14チーム
- Sports-Reference.com (Olympics) のアーカイブ (英語)
- 1976年インスブルックオリンピックのクロスカントリースキー競技 - Olympedia（英語）
- インスブルックオリンピック公式記録(PDF):P61-62

| 順位 | 名前                                                                                          | 国・地域         | 記録            |
| ---- | --------------------------------------------------------------------------------------------- | ---------------- | --------------- |
| 1    | マッティ・ピトカネン ユハ・ミエト ペンティ・テウラヤルヴィ アルト・コイヴィスト               | フィンランド     | 2時間07分59秒72 |
| 2    | ポール・ティルダム アイナル・サーグスチュアン イヴァール・フォルモ オッド・マルティンセン     | ノルウェー       | 2時間09分58秒36 |
| 3    | エフゲニー・ベルヤエフ ニコライ・バジューコフ セルゲイ・サヴェリャエフ イワン・ガラーニン     | ソビエト連邦     | 2時間10分51秒46 |
| 4    | ベニー・セデルグレン クリステル・ヨハンソン トーマス・ワシュベリ スヴェン＝オーケ・ルンベック | スウェーデン     | 2時間11分16秒88 |
| 5    | フランツ・レングリ エドワート・ハウザー ハインツ・ゲーラー アルフレッド・ケーリン             | スイス           | 2時間11分28秒53 |
| 6    | ダグ・ピーターソン ティム・コールドウェル ビル・コーチ ロニー・イェーガー                     | アメリカ合衆国   | 2時間11分41秒35 |
| 7    | レンゾ・キオケッティ トニオ・ビオンディーニ ウルリコ・コストネル ジュリオ・カピターニョ       | イタリア         | 2時間12分07秒12 |
| 8    | ルドルフ・ホーン ラインホルト・ファイヒター ヴェルナー・フォーゲル ヘルベルト・ヴァフター     | オーストリア     | 2時間12分22秒80 |
| 9    | フランツ・ベッツ ゲオルク・カンドリンガー ヴァルター・デメル ゲオルク・ツィフェル             | 西ドイツ         | 2時間12分38秒96 |
| 10   | フランチシェック・シモン ミラン・ヤリ イリ・ベラン スタニスワフ・ヘニッチ                     | チェコスロバキア | 2時間12分49秒99 |

#### 50km
- 1976年2月14日
- エントリー59人：完走44人
- Sports-Reference.com (Olympics) のアーカイブ (英語)
- 1976年インスブルックオリンピックのクロスカントリースキー競技 - Olympedia（英語）
- インスブルックオリンピック公式記録(PDF):P59-60

| 順位 | 名前                         | 国・地域     | 記録            |
| ---- | ---------------------------- | ------------ | --------------- |
| 1    | イヴァール・フォルモ         | ノルウェー   | 2時間37分30秒05 |
| 2    | ゲルト＝ディトマー・クラウゼ | 東ドイツ     | 2時間38分13秒21 |
| 3    | ベニー・セデルグレン         | スウェーデン | 2時間39分39秒21 |
| 4    | イワン・ガラーニン           | ソビエト連邦 | 2時間40分38秒94 |
| 5    | ゲルハルト・グリマー         | 東ドイツ     | 2時間41分15秒46 |
| 6    | ペール＝クヌート・オーラント | ノルウェー   | 2時間41分18秒06 |
| 7    | ポール・ティルダム           | ノルウェー   | 2時間42分21秒86 |
| 8    | トミー・リムビー             | スウェーデン | 2時間42分43秒58 |
| 9    | ユハニ・レポ                 | フィンランド | 2時間42分54秒89 |
| 10   | アルト・コイヴィスト         | フィンランド | 2時間43分44秒79 |

### 女子

#### 5km
- 1976年2月9日
- ソ連のガリナ・クラコワは3番目のタイムでゴールしたが、禁止薬物のエンフェドリンを含む鼻炎スプレーを使用したため失格となった。しかしその後の10kmとリレーへの出場は認められた。
- エントリー44人：完走42人
- Sports-Reference.com (Olympics) のアーカイブ (英語)
- 1976年インスブルックオリンピックのクロスカントリースキー競技 - Olympedia（英語）
- インスブルックオリンピック公式記録(PDF):P84

| 順位 | 名前                     | 国・地域         | 記録       |
| ---- | ------------------------ | ---------------- | ---------- |
| 1    | ヘレナ・タカロ           | フィンランド     | 15分48秒69 |
| 2    | ライサ・スメタニナ       | ソビエト連邦     | 15分49秒73 |
| 3    | ニナ・フョードロワ       | ソビエト連邦     | 16分12秒82 |
| 4    | ヒルッカ・クントラ       | フィンランド     | 16分17秒74 |
| 5    | エヴァ・オルソン         | スウェーデン     | 16分27秒15 |
| 6    | ジナイダ・アモソワ       | ソビエト連邦     | 16分33秒78 |
| 7    | モニカ・デバートサウザー | 東ドイツ         | 16分34秒94 |
| 8    | グレーテ・クーマン       | ノルウェー       | 16分35秒43 |
| 9    | マルヤッタ・カヨスマ     | フィンランド     | 16分36秒25 |
| 10   | ブランカ・パウルー       | チェコスロバキア | 16分41秒65 |
| 26   | 照井美喜子               | 日本             | 17分29秒65 |

#### 10km
- 1976年2月10日
- エントリー44人：完走44人
- Sports-Reference.com (Olympics) のアーカイブ (英語)
- 1976年インスブルックオリンピックのクロスカントリースキー競技 - Olympedia（英語）
- インスブルックオリンピック公式記録(PDF):P85

| 順位 | 名前                         | 国・地域     | 記録       |
| ---- | ---------------------------- | ------------ | ---------- |
| 1    | ライサ・スメタニナ           | ソビエト連邦 | 30分13秒41 |
| 2    | ヘレナ・タカロ               | フィンランド | 30分14秒28 |
| 3    | ガリナ・クラコワ             | ソビエト連邦 | 30分38秒61 |
| 4    | ニナ・フョードロワ           | ソビエト連邦 | 30分52秒58 |
| 5    | エヴァ・オルソン             | スウェーデン | 31分08秒72 |
| 6    | ジナイダ・アモソワ           | ソビエト連邦 | 31分11秒23 |
| 7    | バーバラ・ペッツォルト       | 東ドイツ     | 31分12秒20 |
| 8    | フェロニカ・ヘッセ           | 東ドイツ     | 31分12秒33 |
| 9    | ヒルッカ・クントラ           | フィンランド | 31分29秒39 |
| 10   | レナ・カールゾン＝ルンベック | スウェーデン | 31分33秒06 |
| 30   | 照井美喜子                   | 日本         | 33分25秒81 |

#### 4×5kmリレー
- 1976年2月12日
- エントリー9チーム：完走9チーム
- Sports-Reference.com (Olympics) のアーカイブ (英語)
- 1976年インスブルックオリンピックのクロスカントリースキー競技 - Olympedia（英語）
- インスブルックオリンピック公式記録(PDF):P87

| 順位 | 名前                                                                                      | 国・地域         | 記録            |
| ---- | ----------------------------------------------------------------------------------------- | ---------------- | --------------- |
| 1    | ニナ・フョードロワ ジナイダ・アモソワ ライサ・スメタニナ ガリナ・クラコワ                 | ソビエト連邦     | 1時間07分49秒75 |
| 2    | リーサ・スイーコネン マルヤッタ・カヨスマ ヒルッカ・クントラ ヘレナ・タカロ               | フィンランド     | 1時間08分36秒57 |
| 3    | モニカ・デバートサウザー ジクルン・クラウゼ バーバラ・ペッツォルト フェロニカ・ヘッセ     | 東ドイツ         | 1時間09分57秒95 |
| 4    | レナ・カールゾン＝ルンベック ジョレル・パータプオリ マリエ・ヨハンソン エヴァ・オルソン   | スウェーデン     | 1時間10分14秒68 |
| 5    | ベリト・クヴェーロ マリット・ミルマル ベリト・ヨハンセン グレーテ・クーマン               | ノルウェー       | 1時間11分09秒08 |
| 6    | アンナ・パシアロワ ガブリエラ・セカヨワ アレナ・バルトショワ ブランカ・パウルー           | チェコスロバキア | 1時間11分27秒83 |
| 7    | シャーリー・フィース ジョアン・グルースユーセン スーザン・ホローウェイ シャロン・フィース | カナダ           | 1時間14分02秒72 |
| 8    | アンナ・パウルシアク アンナ・ゲバラ マリア・トレブニナ ヴラディスラヴァ・マエルチュック   | ポーランド       | 1時間14分13秒40 |
| 9    | マーサ・ロックウェル ヤナ・フラヴァティ テリー・ポーター トゥイラ・ヒンクル               | アメリカ合衆国   | 1時間17分58秒18 |

## 各国メダル数
| 順 | 国・地域       | 金 | 銀 | 銅 | 計 |
| -- | -------------- | -- | -- | -- | -- |
| 1  | ソビエト連邦   | 4  | 2  | 4  | 10 |
| 2  | フィンランド   | 2  | 2  | 1  | 5  |
| 3  | ノルウェー     | 1  | 1  | 0  | 2  |
| 4  | 東ドイツ       | 0  | 1  | 1  | 2  |
| 5  | アメリカ合衆国 | 0  | 1  | 0  | 1  |
| 6  | スウェーデン   | 0  | 0  | 1  | 1  |